# Eugen-Richter-Turm
Der Eugen-Richter-Turm ist ein Aussichtsturm in der westfälischen Stadt Hagen, oberhalb des Stadtteils Wehringhausen.
Er erinnert an den bedeutenden liberalen Politiker Eugen Richter, der den Wahlkreis Hagen-Schwelm in der Zeit zwischen 1874 und 1906 im Reichstag sowie von 1869 bis 1906 im preußischen Abgeordnetenhaus vertrat. Der Standort auf einem höheren Bergrücken gegenüber dem Hagener Bismarckturm unterstreicht die Wertschätzung des liberalen Politikers als einflussreichen Gegenspieler des konservativen Reichskanzlers Otto von Bismarck.
Der Eugen-Richter-Turm besteht aus Bruchstein; über dem rechteckigen Sockelgeschoss erhebt sich der achteckige Hauptbaukörper, der von zwei Treppentürmen mit quadratischem Querschnitt flankiert wird. In der Ehrenhalle im Sockelgeschoss befanden sich ursprünglich Büsten von Heinrich Friedrich Karl vom und zum Stein, Adolph Diesterweg, Bernhard Christoph Ludwig Natorp und Friedrich Harkort.
Der Turm wurde im Jahr 1911 erbaut, steht auf einer Höhe von 285 m und misst insgesamt 23 m. Er ist Bestandteil des 11,6 km langen Hagener Drei-Türme-Wegs mit Eugen-Richter-Turm, Bismarckturm und Kaiser-Friedrich-Turm. Der Aufstieg zur Aussichtsplattform auf dem Achteckturm erfolgt über eine Wendeltreppe mit 84 Stufen, die anstelle einer früheren Treppe nachträglich eingebaut wurde. 1999 wurde der Turm aufwendig saniert und ist seit 2004 wieder begehbar. Von oben bietet sich ein guter Ausblick auf Hagen und die Umgebung. Der Turmverein plant die Installation eines Münzfernrohrs und die Anbringung von Orientierungstafeln.
In unmittelbarer Nähe zum Eugen-Richter-Turm befindet sich die Volkssternwarte Hagen, zu deren Öffnungszeiten auch der Turm bestiegen werden kann.
Der Turm war bis 2020 Standort der Amateurfunk-Ausbreitungsbake DB0QQ.

## Literatur

Eugen-Richter-Turm 1911